# قط بريطاني طويل الشعر

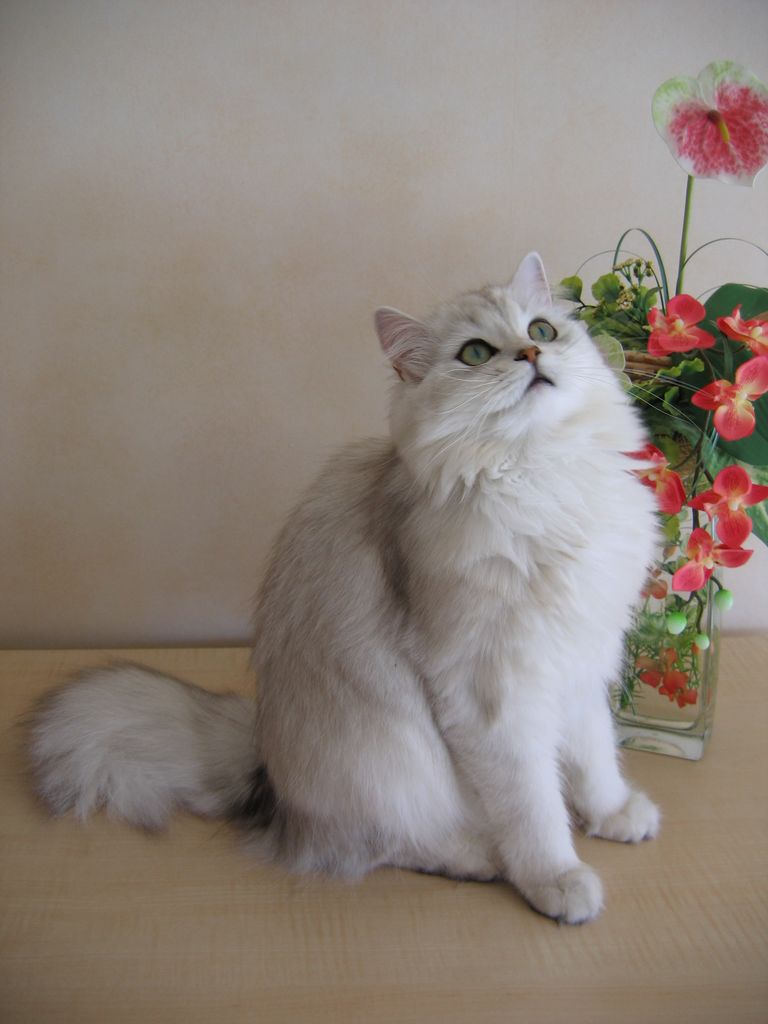

قط بريطاني طويل الشعر (بالإنجليزية: British Longhair)‏ هي سلالة قطط أصلها من بريطانيا .